# Lwówek Śląski (district)
Lwówek Śląski (powiat lwówecki) is een Pools district (powiat) in de woiwodschap Neder-Silezië. Het district heeft een oppervlakte van 709,94 km² en telt 47.014 inwoners (2014).

## Gemeenten
Het district Lwówek Śląski omvat vijf stads- en landgemeenten:
- Gryfów Śląski (Greiffenberg in Schlesien)
- Lubomierz (Liebenthal)
- Lwówek Śląski (Löwenberg in Schlesien)
- Mirsk (Friedeberg am Queis)
- Wleń (Lähn)

Stadsdistricten:
Wrocław · Jelenia Góra · Legnica · Wałbrzych

Districten:
Bolesławiec · Dzierżoniów · Głogów · Góra · Jawor · Kamienna Góra · Karkonosze · Kłodzko · Legnica · Lubań · Lubin · Lwówek Śląski · Milicz · Oleśnica · Oława · Polkowice · Środa Śląska · Strzelin · Świdnica · Trzebnica · Wałbrzych · Wołów · Wrocław · Ząbkowice Śląskie · Zgorzelec · Złotoryja

Grootste steden:
Bielawa · Bolesławiec · Dzierżoniów · Głogów · Jelenia Góra · Legnica · Lubin · Oleśnica · Świdnica · Wałbrzych · Wrocław · Zgorzelec